# Sutrieu
Sutrieu is een plaats en voormalige gemeente in het Franse departement Ain in de regio Auvergne-Rhône-Alpes en telt 214 inwoners (2004). De plaats maakt deel uit van het arrondissement Belley. Sutrieu is op 1 januari 2019 gefuseerd met Belmont-Luthézieu, Lompnieu en Vieu tot de commune nouvelle Valromey-sur-Séran, waarvan Belmont de hoofdplaats werd.

## Geografie
De oppervlakte van Sutrieu bedraagt 19,0 km², de bevolkingsdichtheid is 11,3 inwoners per km².
De onderstaande kaart toont de ligging van Sutrieu met de belangrijkste infrastructuur en aangrenzende gemeenten.

## Demografie
Onderstaande figuur toont het verloop van het inwonertal (bron: INSEE-tellingen).
Vanwege een beveiligingsprobleem met de MediaWiki Graph-software is het momenteel niet mogelijk deze grafiek weer te geven. Zodra de software is bijgewerkt zal de grafiek vanzelf weer zichtbaar worden.